# CrazySexyCool
„CrazySexyCool“ е вторият албум на американската група Ти Ел Си, издаден на 15 ноември 1994 година от LaFace Records и Arista Records. Албумът достига трета позиция в класацията Билборд 200 за албуми. Албумът е с общи продажби от 4 милиона копия в САЩ и получава 11 пъти платинена сертификация.

## Списък с песните
1. „Intro-lude“ (с Phife) – 1:03
2. „Creep“ – 4:28
3. „Kick Your Game“ – 4:14
4. „Diggin' on You“ – 4:14
5. „Case of the Fake People“ – 4:04
6. „CrazySexyCool – Interlude“ – 1:42
7. „Red Light Special“ – 5:03
8. „Waterfalls“ – 4:39
9. „Intermission-lude“ – 0:42
10. „Let's Do It Again“ – 4:16
11. „If I Was Your Girlfriend“ – 4:36
12. „Sexy – Interlude“ – 1:34
13. „Take Our Time“ – 4:34
14. „Can I Get a Witness – Interlude“ (с Бъста Раймс) – 2:57
15. „Switch“ – 3:30
16. „Sumthin' Wicked This Way Comes“ (с André) – 4:28